# Panotima copidosema
Panotima copidosema is een vlinder uit de familie grasmotten (Crambidae). De wetenschappelijke naam van deze soort is voor het eerst geldig gepubliceerd in 1934 door Edward Meyrick.
De soort komt voor in Congo-Kinshasa.